# 7441 Ласка
7441 Ласка (7441 Laska) — астероїд головного поясу, відкритий 30 липня 1995 року.
Тіссеранів параметр щодо Юпітера — 3,573.